# Лазар Јовановић (фудбалер, 2006)
Лазар Јовановић (Нови Сад, 30. новембар 2006) српски је фудбалер који игра на позицији офанзивног везног играча. Тренутно наступа за Црвену звезду.

## Клупска каријера
Први професионални уговор са Војводином је потписао у децембру 2022. године. Дебитовао је 30. јула 2023. ушавши са клупе против Црвене звезде. Први гол је постигао 8. марта 2024. године и то је уједно био и победоносни погодак против Вождовца.
Дана 25. јуна 2024. године потписао је трогодишњи уговор са београдском Црвеном звездом.

## Приватни живот
Син је бившег српског фудбалера Милана Јовановића.